# Gnophomyia toschiae
Gnophomyia toschiae là một loài ruồi trong họ Limoniidae. Chúng phân bố ở miền Tân bắc.